# Die Deutsche Wochenschau

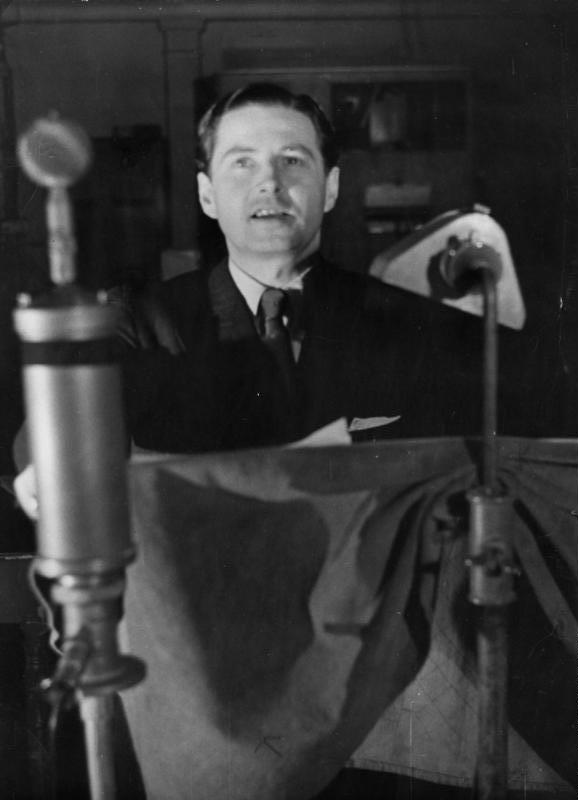
Harry Giese qui prêtait sa voix aux émissions, en 1941.

Die Deutsche Wochenschau (« revue hebdomadaire allemande ») est une émission d'actualités cinématographiques diffusée de 1940 à 1945 sous le Troisième Reich pour servir la propagande nazie dans le contexte de la mise au pas de la société allemande.

## Prise de contrôle par le pouvoir
Les projections d'actualité avaient cours depuis longtemps en Allemagne. Très tôt, le cinéma muet s'oriente vers des films documentaires produits par diverses sociétés comme la Messter Woche (1914-1922). Au début des années 1930, le développement du cinéma sonore entraîne une concentration croissante de la production dominée par quelques sociétés : Ufa Tonwoche, Deulig Tonwoche, Fox Tonwoche, Emelka Tonwoche). Le ton des actualités est alors teinté de nationalisme, hormis l'Emelka-Woche (1926) proche du SPD.
En 1935, la production des actualités est placée sous le contrôle du Deutsches-Film-Nachrichtenbüro, service des informations cinématographiques créé par Joseph Goebbels et dépendant du ministère du Reich à l'Éducation du peuple et à la Propagande, puis en 1939 par la Deutschen Wochenschauzentrale.
Au début de la Seconde Guerre mondiale, les actualités (Emelka Tonwoche devient Tobis-Wochenschau à partir de 1938) conservent des titres différents, mais dès l'été 1940, ils sont remplacés par le titre unique de Die Deutsche Wochenschau et toute la production fusionne dans la Deutsche Wochenschau GmbH pour faciliter le contrôle du ministère et permettre la mise au pas des actualités.

## Production et diffusion

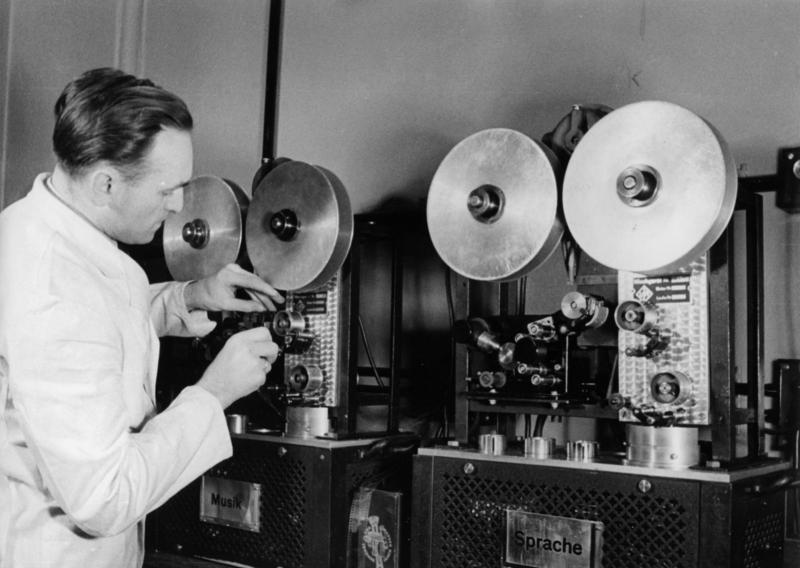
Un atelier de mixage de la Wochenschau.

Les actualités sont en grande partie tournées par les unités de propagande (PK) de la Wehrmacht, chaque corps d'armée disposant de sa propre équipe de tournage. L'acteur Harry Giese prête sa voix aux commentaires des actualités, comme il l'a fait en tant que narrateur dans le film de propagande antisémite Le Juif éternel (1940). La Wochenschauzentrale dispose d'opérateurs qui filment sur les lieux de combat.
Des versions en langue étrangère sont exportées en dix-huit langues dans trente-sept pays. La durée des actualités augmente au cours de la guerre pour passer de 20 à 40 minutes. Le nombre de copies envoyées de Berlin dans toute l'Allemagne et en Autriche est de quatre-cents au début de la guerre et s'élèvera jusqu'à presque 2 500 en 1943.
La production et le doublage se font au siège de l'UFA à Berlin, puis dans les caves et les bâtiments annexes à partir de novembre 1943 après les bombardements alliés. À partir de décembre 1944, les dernières actualités ne sont plus projetées qu'épisodiquement dans les rares cinémas restants, et la production prend fin le 22 mars 1945 avec le no 755 qui montre la dernière apparition publique d'Adolf Hitler dans le jardin de la chancellerie. En raison de l'effondrement du système de communication et des services postaux, il n'est plus possible d'acheminer les copies depuis Berlin vers les zones qui ne sont pas encore occupées.
Les Actualités mondiales est l'une des dix-sept éditions spéciales de la Deutsche Wochenschau. Elles sont destinées à la zone occupée de la France.

## Instrument de propagande
Les actualités sont, avec la radio, la presse écrite et le cinéma, un instrument de manipulation de l'opinion par les dirigeants allemands : en 1942, la Wochenschau touche vingt millions de spectateurs par semaine et est un moyen de propagande de premier ordre.
Déjà depuis 1939, Joseph Goebbels supervise lui-même la production des actualités, se fait montrer les représentations projetées, modifie les textes des commentaires et définit les points principaux des informations diffusées. Pendant la guerre, et notamment après les premiers échecs allemands sur le Front de l'Est en 1941-1942 et la défaite à Stalingrad en 1943, les comptes-rendus des actualités n'en deviennent que plus essentiels pour lui.
La projection des actualités doit, depuis 1938, être incluse par le propriétaire du cinéma dans la programmation de la séance ; les actualités étant insérées entre le documentaire et le film principal et la caisse de l'entrée fermée avant la séance, le spectateur est obligé d'y assister.
Le thème musical utilisé est un extrait du Horst-Wessel-Lied, et, après le début de l'opération Barbarossa, la Russland-Fanfare. Les actualités présentent des séquences qui ont été tournées par les unités de propagande et mises en scène dans les studios de montage à Berlin. Le ton des commentaires vise à rendre la population réceptive à l'idéologie nazie et à donner au spectateur un sentiment de sécurité et de supériorité, présentant jusqu'à la fin de la guerre des défaites comme des victoires, et en montrant une guerre idéalisée très loin de la réalité.
Les projections des Wochenschauen remportent d'abord un succès qui va de pair avec les avancées militaires du début de la guerre ; cependant, en même temps que la situation de l'Allemagne se dégrade, les actualités perdent en crédibilité à la fin du conflit,.

## Autres productions
Les prises de vue utilisées dans la Deutsche Wochenschau étaient utilisées pour d'autres émissions d'actualité, dont :
- division d'infanterie de la Wehrmacht : la Frontschau (films de formation et documentaires)
- en dehors du territoire du Reich : Ufa-Europawoche et Ufa-Auslands-Tonwoche (Europe et autres pays)
- Wehrmacht et NSDAP : Monatsbildberichte (actualités mensuelles)
- à destination des pays neutres ou occupés : Descheg-Monatsschau, Panorama-Farbmonatsschau (série de quatre films en couleur)